# Stephen Dami Mamza

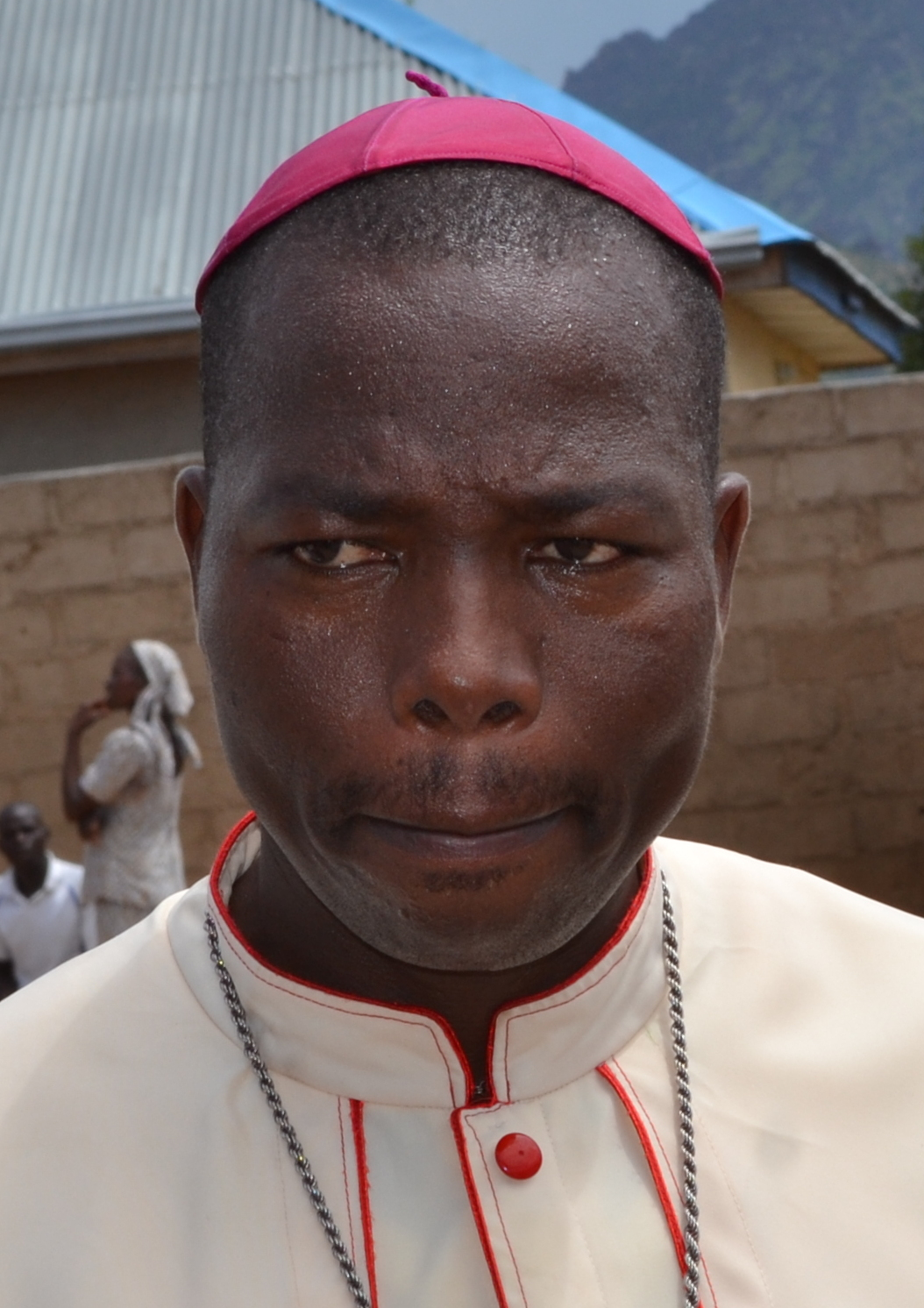
Stephen Dami Mamza (2015)

Stephen Dami Mamza (* 30. November 1969 in Bazza) ist ein nigerianischer Geistlicher und römisch-katholischer Bischof von Yola.

## Leben
Stephen Dami Mamza empfing am 13. April 1996 die Priesterweihe für das Bistum Maiduguri.
Papst Benedikt XVI. ernannte ihn am 18. Februar 2011 zum Bischof von Yola. Die Bischofsweihe spendete ihm der Apostolische Nuntius in Nigeria, Erzbischof Augustine Kasujja, am 7. April desselben Jahres; Mitkonsekratoren waren Charles M. Hammawa, Bischof von Jalingo, und Oliver Dashe Doeme, Bischof von Maiduguri.